# Epictia tesselata
Epictia tesselata — вид змій родини струнких сліпунів (Leptotyphlopidae). Ендемік Перу.

## Поширення і екологія
Epictia tesselata мешкають на тихоокеанському узбережжі Перу, в околицях Ліми. Вони живуть у прибережній пустелі Сечура та в сухих чагарниках, трапляються в парках і садах та на піщаних пляжах.